# Рейбниц, Константин Карлович
Константин Карлович Рейбниц (1818—1884) — русский военный деятель,  генерал-лейтенант (1871).

## Биография
Родился в семье генерала от инфантерии и члена Военного совета Российской империи К. П. Рейбница (1782—1843).
В службу вступил в 1838 году, с производством  в офицеры. С 1854 года полковник Семёновского лейб-гвардии полка. С 12 ноября 1860 года по 03 октября 1862 года командир Самогитского гренадёрского Эрцгерцога Франца Карла полка. С 1862 года назначен командиром Измайловского лейб-гвардии полка. В 1863 году произведён в генерал-майоры, с 1868 года Свиты Его Величества генерал-майор.
С 1869 года начальник 23-й пехотной дивизии. В 1871 году произведён в генерал-лейтенанты. С 1882 года назначен членом Александровского комитета о раненых.
Был награждён всеми орденами вплоть до ордена  Святого Александра Невского пожалованного ему в 1878 году